# Castillo Poenari
El castillo Poenari, también conocido como ciudadela Poenari (Cetatea Poenari en rumano), es un castillo en ruinas, en el Distrito de Argeș (Căpăţânenii Pământeni pueblo de la comuna Arefu) en el valle del río Arges, cerca a las montañas Făgăraş. Se halla encima de un acantilado, al lado derecho de la carretera Transfăgărăşan que asciende a las montañas. Es famoso por ser la fortaleza de Vlad Tepes, el príncipe rumano que fue conocido por empalar a sus víctimas.

## Historia
Fue erigido a comienzos del siglo XIII por gobernantes de Valaquia. Alrededor del siglo XIV, Poenari fue la principal ciudadela de los mandatarios de Besarabia. En las siguientes décadas, el nombre de los residentes cambió algunas veces, pero finalmente el castillo fue abandonado y quedó en ruinas.
Sin embargo, en el siglo XV, con la intención de poseer una fortaleza en lo alto de un precipicio de roca escarpada, Vlad III el Empalador reparó y consolidó la estructura, haciendo de ella su principal baluarte. Relata la Crónica de los Cantacuzino que como parte de su venganza contra los boyardos que asesinaron a su padre y a su hermano, los invitó a una gran cena en la Pascua de 1459, recomendándoles llevar sus mejores galas. Así, los hizo caminar desde Târgoviște hasta las ruinas de Poenari, obligándolos a reconstruirlo, con lo que sus lujosos trajes quedaron reducidos a harapos, y poco a poco fueron muriendo de agotamiento.
Pese a que el castillo fue usado muchos años después de la muerte de Vlad, en 1476, fue abandonado otra vez en la primera mitad del siglo XVII. Debido a su tamaño y localización, fue difícil tomar el control del castillo, incluso por fuerzas naturales. Sin embargo en 1888, un deslizamiento de tierra derribó una parte de la estructura, y los fragmentos cayeron al río Argeş. No obstante, el castillo fue reparado y las paredes y sus torres permanecen aún hoy. Para llegar a Poenari, los visitantes necesitan subir 1500 escalones.